# Johan Larsson Tresk

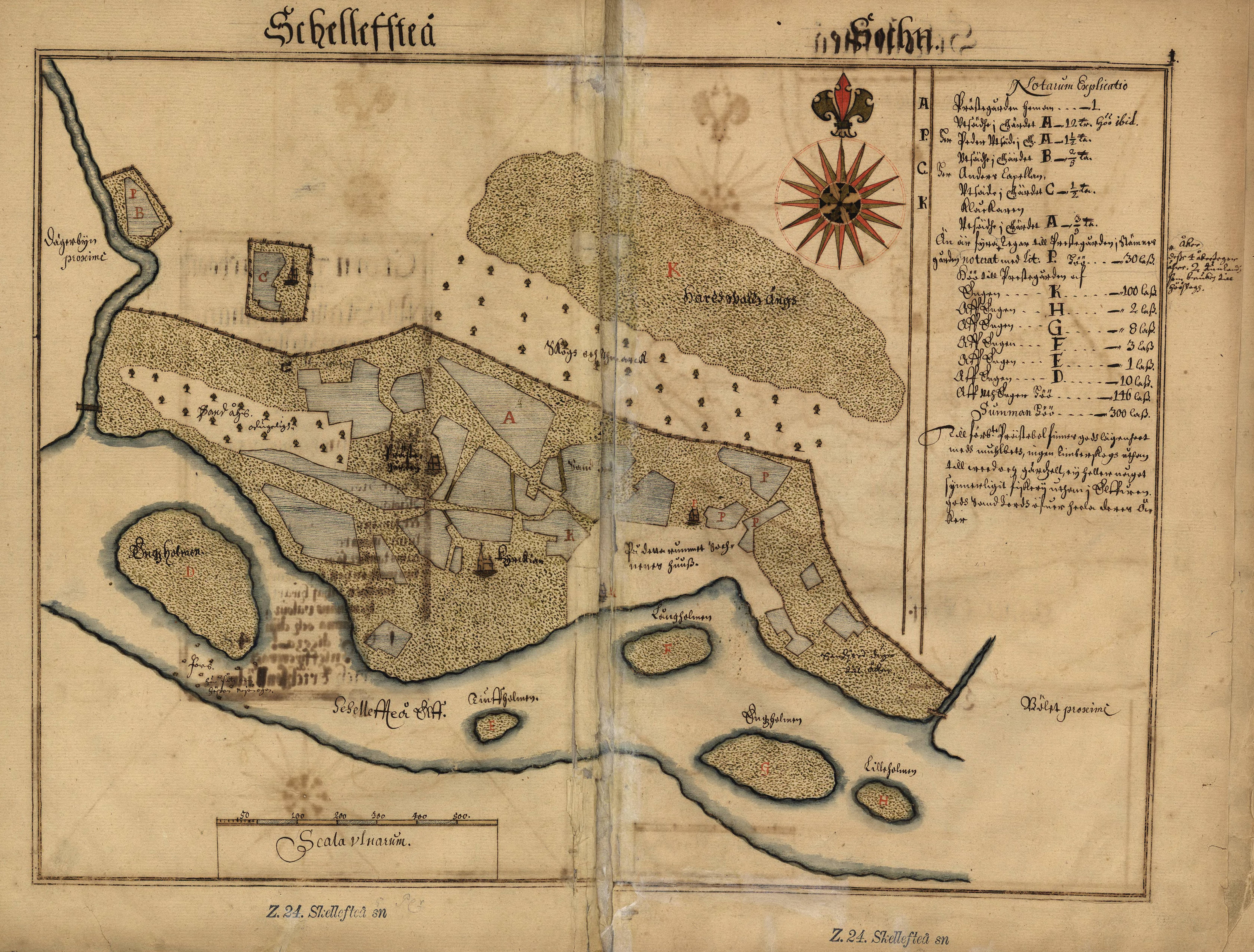
Skellefteå 1648

Johan Larsson Tresk var en svensk lantmätare och kartograf
Tresk var verksam på 1600-talet.
I dåvarande Västerbotten, som på 1600-talet även omfattade nuvarande Norrbotten, kartlade Tresk tillsammans med lantmätaren Erik Eriksson över 360 gårdar och byar i Torneå, Kalix, Luleå och Piteå socknar. Han avslutade kartläggningen med att upprätta över 170 kartor över Skellefteå socken.
Bilden visar en av Tresks och Erikssons kartor över Skellefteå kyrka från 1648. Den detaljrika kartan visar Skellefteå kyrka och kyrkby. Det vita området på kartan är kyrkbyns bebyggelse, Erik Eriksson skriver: På detta rummet sochnenes hus. Fördelningen mellan åker och äng visar på ett starkt boskapsinriktat jordbruk. Kartan upprättades knappt två sekel innan staden Skellefteå grundades.